# Статистика и рекорды ФК «Ливерпуль»
Этот список представляет основные достижения и рекорды «Ливерпуля», достигнутые и установленные клубом, его тренерами и игроками. «Ливерпуль» — английский футбольный клуб из одноимённого города, расположенного в графстве Мерсисайд. В настоящее время команда выступает в английской Премьер-лиге. Домашним стадионом клуба с момента его основания в 1892 году является «Энфилд». «Ливерпуль» вошёл в состав Футбольной лиги в 1894 году и стал одним из клубов-основателей Премьер-лиги в 1992 году.
Раздел с рекордами игроков включает информацию о лучших бомбардирах и футболистах, которые провели наибольшее количество матчей за первую команду клуба. Туда же включены значимые достижения игроков клуба на международной арене и список рекордных трансферных сумм, полученных и уплаченных клубом за своих игроков. Рекорды посещаемости матчей команды также добавлены в данный список.
В настоящее время клуб удерживает рекорд по количеству выигранных английскими клубами розыгрышей Кубка европейских чемпионов (6) и по победам в Кубке Футбольной лиги (8). Игроком, проведшим наибольшее число матчей за клуб, является Иан Каллагэн, который в период между 1958 и 1978 годами сыграл в 857 матчах за «Ливерпуль». Лучший бомбардир команды всех времён — Иан Раш, на счету которого 346 голов, забитых за «красных».
Приведённые данные верны на 2 июня 2019 года.

## Достижения
«Ливерпуль» выигрывал трофеи как во внутрианглийских турнирах, так и в международных клубных соревнованиях. Он чаще других клубов становился обладателем Кубка лиги (7 раз). В первый же сезон после образования клуба он выиграл турнир Ланкаширской лиги и ливерпульский Кубок округа. Последним на данный момент трофеем, завоёванным клубом, является Клубный чемпионат мира по футболу, выигранный в 2019 году.  

### В Англии

#### Лига
- Первый дивизион / Премьер-лига (1 уровень)

Чемпион (20):1900/01, 1905/06, 1921/22, 1922/23, 1946/47, 1963/64, 1965/66, 1972/73, 1975/76, 1976/77, 1978/79, 1979/80, 1981/82, 1982/83, 1983/84, 1985/86, 1987/88, 1989/90 2019/2020 2024/2025
- Второй дивизион (2 уровень)

Чемпион (4): 1893/94, 1895/96, 1904/05, 1961/62
- Ланкаширская лига

Чемпион (1): 1892/93

#### Кубки
- Кубок Англии

Победитель (8): 1965, 1974, 1986, 1989, 1992, 2001, 2006, 2022
- Кубок лиги

Победитель (10): 1981, 1982, 1983, 1984, 1995, 2001, 2003, 2012, 2022, 2024
- Суперкубок Англии

Победитель (16, 11 побед и 5 ничьих[A]): 1964 (ничья), 1965 (ничья), 1966, 1974, 1976, 1977 (ничья), 1979, 1980, 1982, 1986 (ничья), 1988, 1989, 1990 (ничья), 2001, 2006, 2022
- Суперкубок ScreenSport

Победитель (1): 1986

### Международные
- Кубок чемпионов / Лига чемпионов

Победитель (6): 1976/77, 1977/78, 1980/81, 1983/84, 2004/05, 2018/19
- Кубок УЕФА

Победитель (3): 1972/73, 1975/76, 2000/01
- Суперкубок УЕФА

Победитель (4): 1977, 2001, 2005, 2019
Клубный чемпионат мира ФИФА:
Победитель: 2019
Данные с сайта LFCHistory

## Рекорды игроков

### Матчи

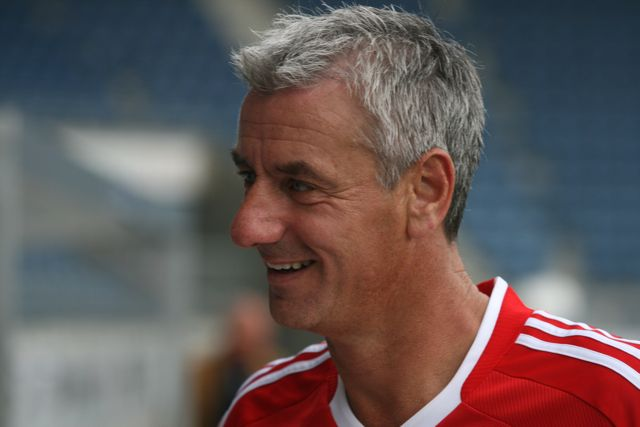
Иан Раш — лучший бомбардир и один из рекордсменов по количеству игр за «Ливерпуль»

- Наибольшее число игр во всех соревнованиях: Иан Каллагэн, 857[3].
- Наибольшее число игр в лиге: Иан Каллагэн, 640[4].
- Наибольшее число игр в Кубке Англии: Иан Каллагэн, 79[5].
- Наибольшее число игр в Кубке лиги: Иан Раш, 78[6].
- Наибольшее число матчей в европейских турнирах: Джейми Каррагер, 150[7].
- Самый молодой игрок, вышедший в матче первой команды: Джером Синклер, 16 лет и 6 дней (матч против «Вест Бромвич Альбион», 26 сентября 2012 года)[8].
- Самый возрастной игрок, вышедший в матче первой команды: Нед Дойг, 41 год и 165 дней (матч против «Ньюкасл Юнайтед», 11 апреля 1908 года)[9].
- Самый возрастной дебютант: Нед Дойг, 37 лет и 307 дней (матч против «Бёртон Юнайтед», 1 сентября 1904 года)[10].
- Наибольшее число матчей подряд: Фил Нил, 417 (с 23 октября 1976 по 24 сентября 1983)[11].
- Наибольшее число сезонов в качестве игрока, присутствовавшего на поле во всех матчах[B]: Фил Нил, 9 (с 1976/77 по 1983/84)[9].
- Игрок, выступавший за клуб дольше всех: Элайша Скотт, 21 год и 52 дня (с 1913 по 1934)[9].

### Наибольшее число матчей
Только официальные матчи в соревнованиях для профессиональных команд; выходы на замену указаны в скобках.
| #  | Имя             | Годы                | Лига[C]  | Кубок Англии | Кубок лиги | Другие[D] | Всего    |
| -- | --------------- | ------------------- | -------- | ------------ | ---------- | --------- | -------- |
| 1  | Иан Каллагэн    | 1960—1978           | 640 (4)  | 79 (2)       | 42 (7)     | 96 (1)    | 857 (7)  |
| 2  | Джейми Каррагер | 1996—2013           | 508 (24) | 40 (1)       | 35 (7)     | 152 (3)   | 737 (35) |
| 3  | Стивен Джеррард | 1998—2015           | 504 (39) | 42 (5)       | 30 (5)     | 134 (14)  | 710 (63) |
| 4= | Рэй Клеменс     | 1967—1981           | 470 (0)  | 54 (0)       | 55 (0)     | 86 (0)    | 665 (0)  |
| 4= | Эмлин Хьюз      | 1967—1979           | 474 (0)  | 62 (0)       | 46 (0)     | 83 (0)    | 665 (0)  |
| 6  | Иан Раш         | 1980—1987 1988—1996 | 469 (22) | 61 (5)       | 78 (0)     | 45 (3)    | 660 (30) |
| 7  | Фил Нил         | 1974—1985           | 455 (2)  | 45 (0)       | 66 (0)     | 81 (0)    | 650 (2)  |
| 8  | Томми Смит      | 1962—1978           | 467 (0)  | 52 (0)       | 30 (0)     | 89 (1)    | 638 (1)  |
| 9  | Брюс Гроббелар  | 1980—1994           | 440 (0)  | 62 (0)       | 70 (0)     | 46 (0)    | 628 (0)  |
| 10 | Алан Хансен     | 1977—1991           | 434 (0)  | 58 (1)       | 68 (0)     | 53 (1)    | 620 (2)  |

### Бомбардиры

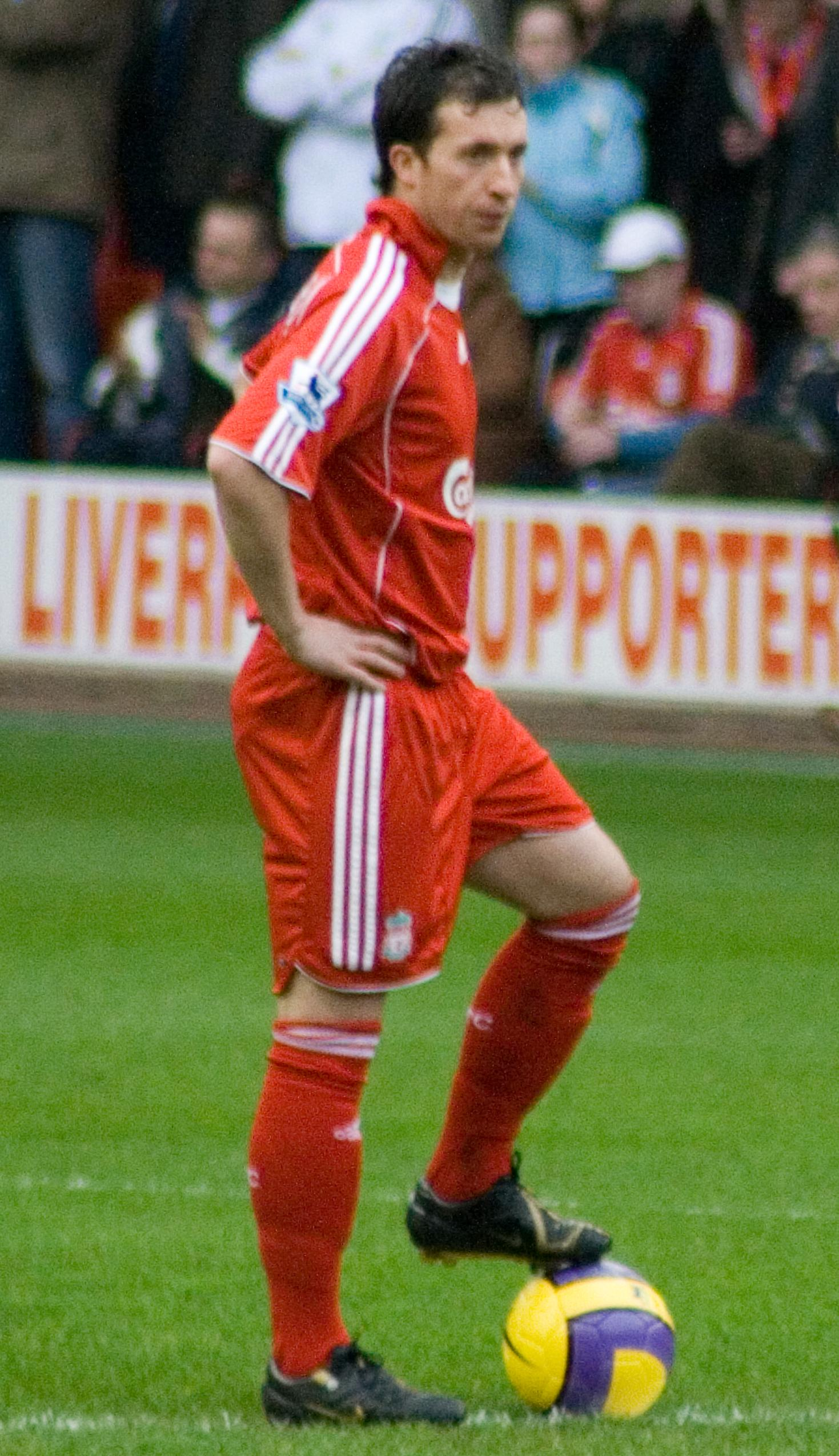
Робби Фаулер — автор самого быстрого хет-трика в истории «Ливерпуля»

Лучшим бомбардиром клуба за всю его историю является Иан Раш, забивший 346 голов за свою карьеру в «Ливерпуле» (с 1980 по 1996 годы с перерывом на сезон 1987/1988 годов). Ему же принадлежит рекорд по наибольшему количеству голов, забитых за один сезон (47 мячей во всех соревнованиях в сезоне 1983/1984 годов), а также рекорды по наибольшему числу голов, забитых в розыгрышах Кубка Англии и Кубка лиги (48 и 39, соответственно). Тем не менее, Раш не смог побить рекорд по числу голов в лиге, установленный Роджером Хантом в 1970 году (245 мячей). Стивену Джеррарду принадлежит рекорд по наибольшему числу голов в европейских турнирах (28), он также является лучшим бомбардиром команды среди игроков, которые сейчас выступают за клуб (100 забитых мячей во всех соревнованиях).
- Наибольшее число голов во всех соревнованиях: Иан Раш, 346[13].
- Наибольшее число голов в лиге: Роджер Хант, 244[14].
- Наибольшее число голов в Кубке Англии: Иан Раш, 39[15].
- Наибольшее число голов в Кубке лиги: Иан Раш, 48[16].
- Наибольшее число голов в европейских турнирах: Стивен Джеррард, 41[17].
- Наибольшее число голов за сезон: Иан Раш, 47 (в течение сезона 1983/1984)[18].
- Наибольшее количество хет-триков за сезон: Роджер Хант, 5 (в течение сезона 1961/1962)[19].
- Наибольшее количество хет-триков: Гордон Ходжсон, 17[19].
- Самый быстрый хет-трик: Робби Фаулер, 4 минуты и 32 секунды (матч против «Арсенала», 28 августа 1994 года)[19].
- Наибольшее число матчей лиги подряд, в которых игрок забивал:[20]

Роджер Хант, 8 в сезоне 1961/1962.
Фернандо Торрес, 8 в сезоне 2007/2008.
- Наибольшее число голов после выхода на замену: Дэвид Фэйрклаф, 18[19].
- Наибольшее число реализованных пенальти: Стивен Джеррард, 44[19].
- Наибольшее число матчей без забитых мячей для полевого игрока: Эфроим Лонгуорт, 371[19].
- Самый юный автор забитого мяча: Майкл Оуэн, 17 лет, 144 дня (матч против «Уимблдона», 6 мая 1997 года)[19].
- Самый возрастной автор забитого мяча: Билли Лиддел, 38 лет, 55 дней (матч против «Сток Сити», 5 марта 1960 года)[19].

### Лучшие бомбардиры
Только официальные матчи в соревнованиях для профессиональных команд; количество проведённых матчей (в том числе в качестве игрока, вышедшего на замену) указано в скобках.
| #  | Имя             | Годы                | Лига[C]   | Кубок Англии | Кубок лиги | Другие[D] | Всего     |
| -- | --------------- | ------------------- | --------- | ------------ | ---------- | --------- | --------- |
| 1  | Иан Раш         | 1980—1987 1988—1996 | 229 (469) | 39 (61)      | 48 (77)    | 23 (46)   | 339 (653) |
| 2  | Роджер Хант     | 1958—1969           | 227 (372) | 18 (45)      | 1 (4)      | 18 (32)   | 264 (453) |
| 3  | Гордон Ходжсон  | 1925—1936           | 233 (358) | 8 (19)       | 0 (0)      | 0 (0)     | 241 (377) |
| 4  | Билли Лиддел    | 1938—1961           | 215 (492) | 13 (42)      | 0 (0)      | 0 (0)     | 228 (534) |
| 5  | Стивен Джеррард | 1998—2015           | 120 (504) | 15 (42)      | 9 (30)     | 42 (134)  | 186 (710) |
| 6  | Робби Фаулер    | 1993—2001 2006—2007 | 128 (266) | 12 (24)      | 29 (35)    | 14 (44)   | 183 (369) |
| 7  | Кенни Далглиш   | 1977—1990           | 118 (355) | 13 (37)      | 27 (59)    | 12 (58)   | 172 (515) |
| 8  | Майкл Оуэн      | 1996—2004           | 118 (216) | 8 (15)       | 9 (14)     | 23 (52)   | 158 (297) |
| 9  | Харри Чамберс   | 1915—1928           | 135 (315) | 16 (28)      | 0 (0)      | 0 (1)     | 151 (339) |
| 10 | Джек Паркинсон  | 1903—1914           | 125 (200) | 5 (19)       | 0 (0)      | 0 (1)     | 130 (220) |

### Игры за сборную

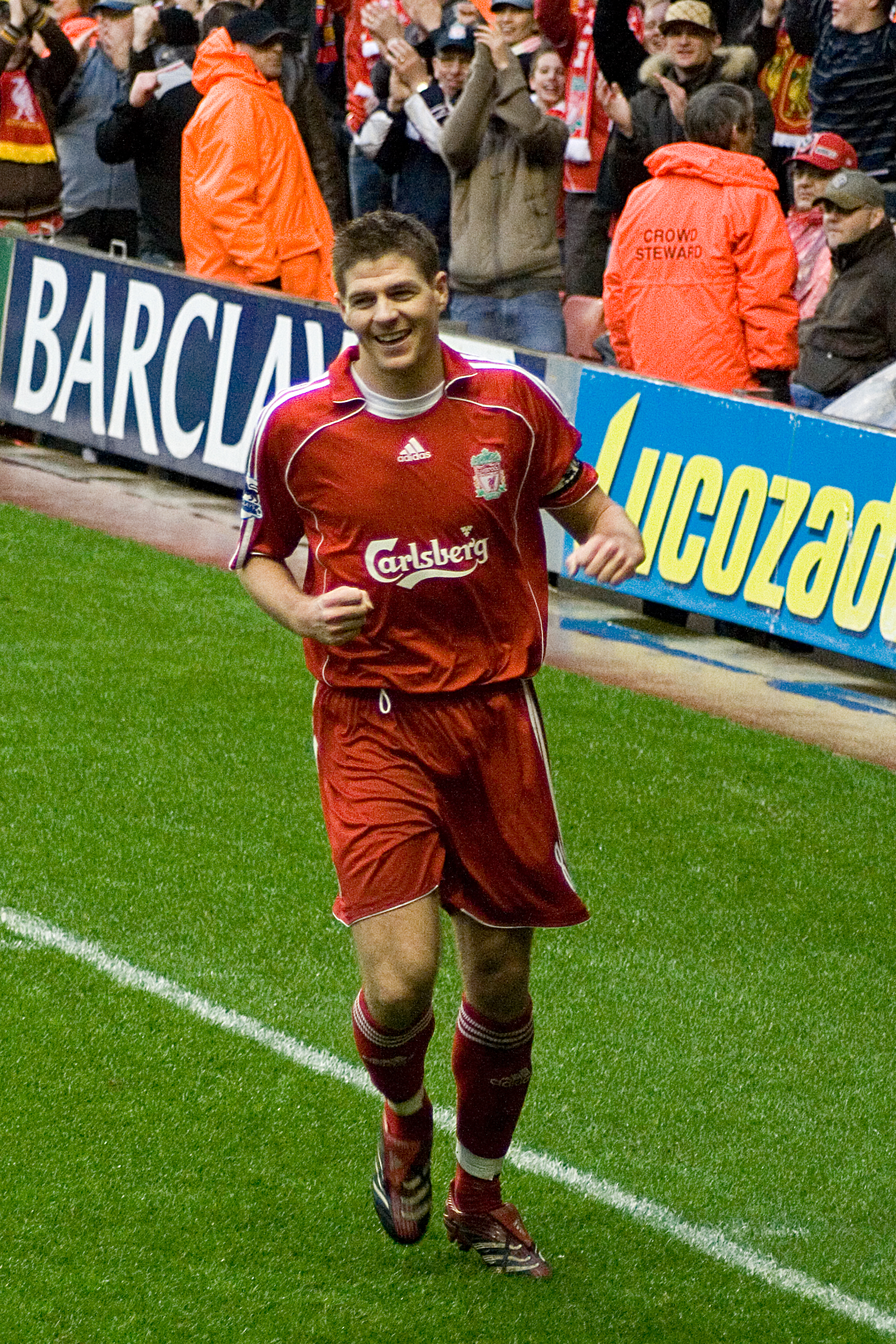
Стивен Джеррард провёл больше всех матчей за сборную в качестве игрока «Ливерпуля»

- Первый игрок, вызванный в сборную: Фрэнк Бектон (Англия 29 марта 1897 года)[22].
- Наибольшее количество матчей за сборную в качестве игрока «Ливерпуля»: Стивен Джеррард, 89 за сборную Англии[22].
- Наибольшее число голов за сборную в качестве игрока «Ливерпуля»:[22]
  - Иан Раш, 26 за сборную Уэльса.
  - Майкл Оуэн, 26 за сборную Англии.
- Первый игрок «Ливерпуля», сыгравший на Чемпионате мира: Лори Хьюз за сборную Англии на Чемпионате мира 1950 года[22].
- Наибольшее число игр, проведённых на Чемпионатах мира в качестве игрока «Ливерпуля»: Майкл Оуэн, 9 (за сборную Англии в 1998 и 2002) и Стивен Джеррард, 9 (за сборную Англии в 2006 и 2010)[22].
- Наибольшее число голов, забитых на Чемпионатах мира в качестве игрока «Ливерпуля»: Майкл Оуэн, 4 за сборную Англии в 1998 и 2002[22].
- Первые обладатели Кубка мира: Роджер Хант, Иан Каллагэн и Джерри Бирн (в 1966 со сборной Англии)[22].

### Трансферы

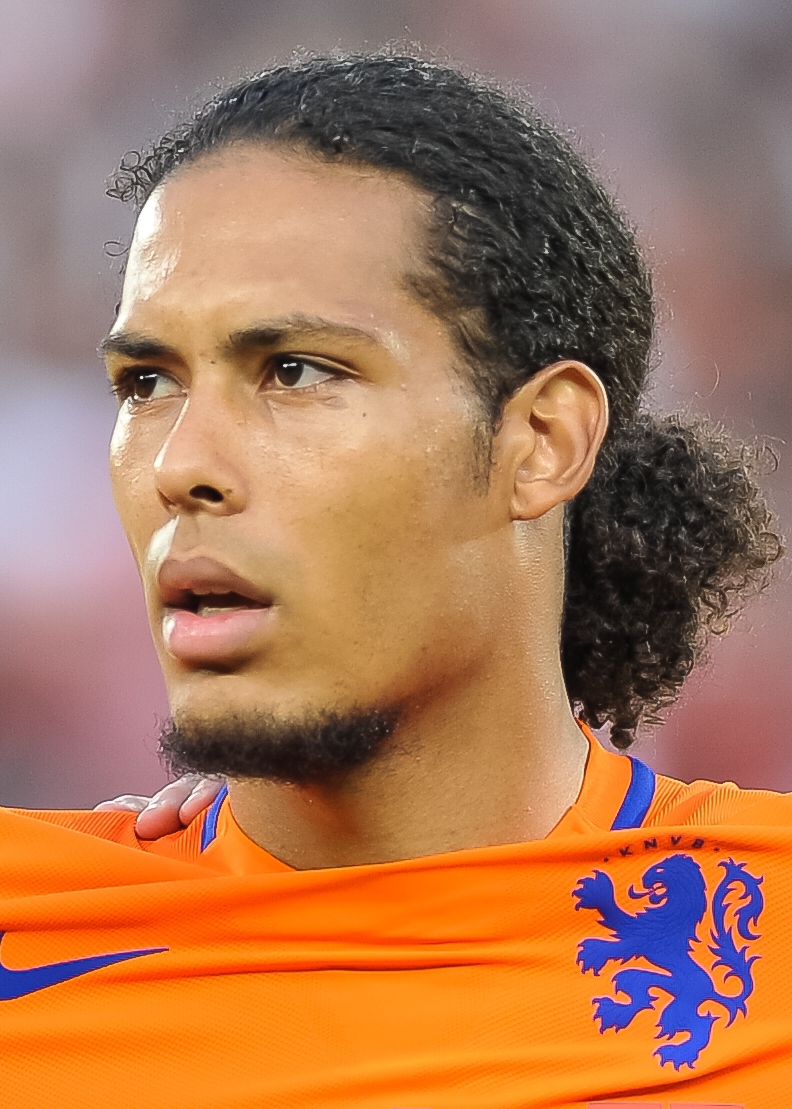
Вирджил Ван Дейк — самая дорогая покупка в истории «Ливерпуля»

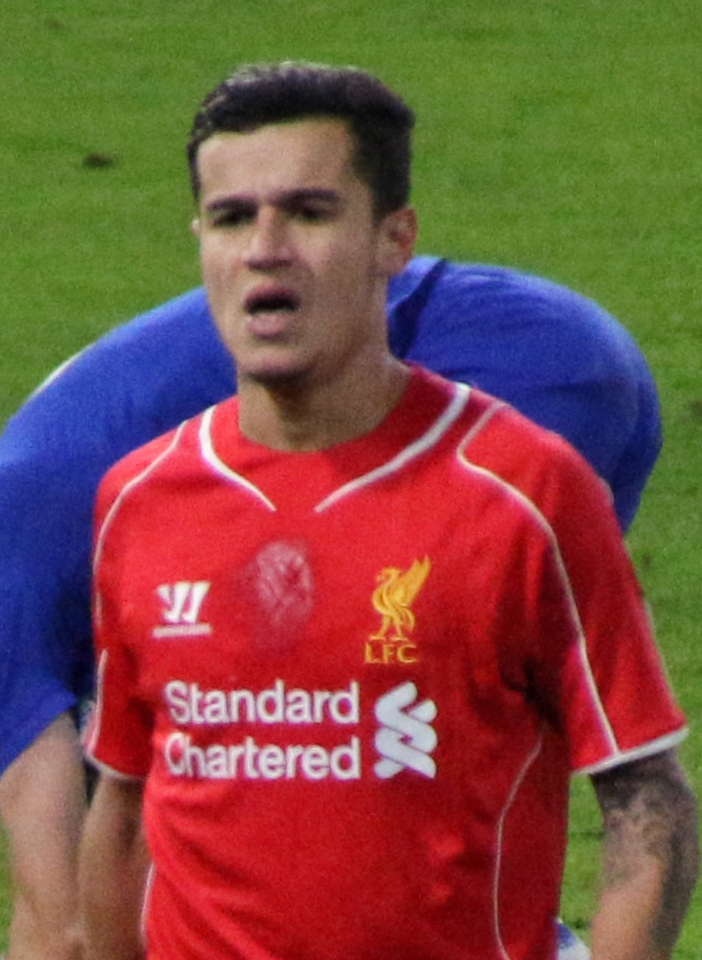
Филиппе Коутиньо — самая дорогая продажа в истории «Ливерпуля»

В качестве валюты выбран фунт стерлингов, так как именно он является денежной единицей, имеющей хождение в Англии.

#### Рекордные уплаченные суммы
| # | Сумма       | Продавец    | Игрок            | Дата          |
| - | ----------- | ----------- | ---------------- | ------------- |
| 1 | £ 75 млн    | Саутгемптон | Вирджил Ван Дейк | 1 января 2018 |
| 2 | £ 65 млн    | Рома        | Алисон Бекер     | 19 июля 2018  |
| 3 | £ 52,75 млн | РБ Лейпциг  | Наби Кейта       | 1 июля 2018   |
| 4 | £ 43,9 млн  | Рома        | Мохаммед Салах   | 22 июня 2017  |
| 5 | £ 43,7 млн  | Монако      | Фабиньо          | 1 июля 2018   |

Данные с сайта LFC History

#### Рекордные полученные суммы
| # | Сумма     | Покупатель     | Игрок            | Дата            |
| - | --------- | -------------- | ---------------- | --------------- |
| 1 | £ 142 млн | Барселона      | Филиппе Коутиньо | 6 января 2018   |
| 2 | £ 65 млн  | Барселона      | Луис Суарес      | 11 июля 2014    |
| 3 | £ 50 млн  | Челси          | Фернандо Торрес  | 1 февраля 2011  |
| 4 | £ 49 млн  | Манчестер Сити | Рахим Стерлинг   | 14 июля 2015    |
| 5 | £ 32 млн  | Кристал Пэлас  | Кристиан Бентеке | 20 августа 2016 |

Данные с сайта LFC History

## Рекорды тренеров

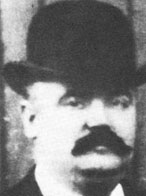
Том Уотсон — тренер, работавший с клубом наиболее продолжительное время

- Первые тренеры: Уильям Э. Барклай и Джон Маккена (с 15 февраля 1892 года по 16 августа 1896 года[23]).
- Тренер, работавший с клубом дольше всех (по времени): Том Уотсон (с 17 августа 1896 года по 6 мая 1915 года[9]).
- Тренер, работавший с клубом дольше всех (по количеству матчей): Билл Шенкли, под руководством которого команда провела 783 матча за 14 лет и 7 месяцев (с декабря 1959 года по июль 1974 года)[9].

## Рекорды клуба

### Статистика клуба
| Соревнование                                | Игры | Выиграны | Ничьи | Поражения | Голов забито | Голов пропущено | % побед |
| ------------------------------------------- | ---- | -------- | ----- | --------- | ------------ | --------------- | ------- |
| Первый дивизион                             | 3524 | 1650     | 851   | 1023      | 6071         | 4527            | 46.82   |
| Премьер-лига                                | 1079 | 564      | 265   | 250       | 1868         | 1083            | 52.27   |
| Кубок Англии                                | 437  | 231      | 95    | 111       | 722          | 417             | 52.86   |
| Кубок Лиги                                  | 239  | 143      | 44    | 52        | 481          | 240             | 59.83   |
| Лига чемпионов/ Кубок европейских чемпионов | 217  | 123      | 45    | 49        | 408          | 196             | 56.94   |
| Лига Европы/ Кубок УЕФА/ Кубок Ярмарок      | 146  | 78       | 38    | 30        | 232          | 109             | 53.42   |
| Кубок обладателей кубков                    | 29   | 16       | 5     | 8         | 57           | 29              | 55.17   |
| Суперкубок УЕФА                             | 8    | 5        | 1     | 2         | 18           | 12              | 62.5    |
| Centenary Trophy                            | 2    | 1        | 0     | 1         | 5            | 3               | 50      |
| Суперкубок Англии                           | 23   | 10       | 5     | 8         | 26           | 23              | 47.62   |
| Суперкубок Screen Sport                     | 8    | 6        | 2     | 0         | 19           | 6               | 75      |
| Ланкаширская лига                           | 22   | 17       | 2     | 3         | 66           | 19              | 77.27   |
| Sheriff of London Charity Shield            | 1    | 1        | 0     | 0         | 5            | 1               | 100     |
| Тестовые матчи                              | 6    | 3        | 1     | 2         | 8            | 3               | 50      |
| Клубный чемпионат мира                      | 6    | 3        | 0     | 3         | 6            | 6               | 50      |
| Всего                                       | 5747 | 2851     | 1354  | 1542      | 9992         | 6674            | 49.61   |

Данные взяты с сайта LFChistory

### Матчи

#### Первые
- Первый матч: «Ливерпуль» — «Роттерхэм Таун» 7:1, товарищеский матч, 1 сентября 1892 года[25].
- Первый матч в Ланкаширской лиге: «Ливерпуль» — «Хайер Уолтон» 8:0, 3 сентября 1892 года[25].
- Первый матч в рамках турнира Футбольной лиги: «Ливерпуль» — «Мидлсбро Айронополис» 2:0, Второй дивизион, 2 сентября 1893 года[25].
- Первый матч в Кубке Англии: «Ливерпуль» — «Гримсби Таун» 3:0, первый раунд, 27 января 1894 года[25].
- Первый матч в Кубке лиги: «Ливерпуль» — «Лутон Таун» 1:1, второй раунд, 19 октября 1960 года[25].
- Первый матч в еврокубках: «Ливерпуль» — «КР Рейкьявик» 5:0, Кубок чемпионов, первый раунд, 17 августа 1964 года.[25]

#### Победы
- Самая крупная победа: 11:0 в матче против «Стрёмгодсет» в рамках розыгрыша Кубка кубков, 17 сентября 1974 года[25]
- Самая крупная победа в лиге[25]:
  - 10:1 в матче против «Роттерхэм Таун» во Втором дивизионе, 18 февраля 1896 года.
  - 9:0 в матче против «Кристал Пэлас» в Первом дивизионе, 12 сентября 1989 года.
  - 9:0 в матче против Борнмута в АПЛ, сезон 2022/23
- Самая крупная победа в Лиге чемпионов: 8:0 в матче против «Бешикташ», 6 ноября 2007 года[25]
- Наибольшее число побед в лиге за сезон: 30 побед в 42 матчах (в течение сезона 1978/1979)[25].
- Наименьшее число побед в лиге за сезон: 7 побед в 30 матчах (в течение сезона 1894/1895)[25].

#### Поражения
- Самое крупное поражение[25]:
  - 1:9 в матче против «Бирмингем Сити» во Втором дивизионе, 11 декабря 1954 года.
  - 0:8 в матче против «Хаддерсфилд Таун» в Первом дивизионе, 10 ноября 1934 года.
- Самое крупное поражение дома: 2:6 в матче против «Сандерленд» в Первом дивизионе, 19 апреля 1930 года[25].
- Поражение, в котором было забито больше всего мячей: 2:9 в матче против «Ньюкасл Юнайтед» в Первом дивизионе, 1 января 1934 года[25].
- Наибольшее число поражений за сезон: 23 поражения в 42 матчах (в течение сезона 1953/1954)[25].
- Наименьшее число поражений за сезон: Без поражений во всех 28 играх сезона 1893/1894[25].

### Голы
- Наибольшее число голов, забитых за сезон: 106 в 30 играх (в течение сезона 1895/1896, Второй дивизион)[25].
- Наименьшее число голов, забитых за сезон: 42 в 34 и 42 играх (в течение сезонов 1901/1902 и 1970/1971 годов, Первый дивизион)[25].
- Наибольшее число голов, пропущенных за сезон: 97 в 42 матчах (в течение сезона 1953/1954, Первый дивизион)[25].
- Наименьшее число голов, пропущенных за сезон: 16 в 42 матчах (в течение сезона 1978/1979, Первый дивизион)[25].

### Очки
- Наибольшее количество очков за сезон[H]:

По два очка за победу: 68 (в 42 играх в сезоне 1978/1979, Первый дивизион).
По три очка за победу: 90 (в 42 играх в сезоне 1987/1988, Первый дивизион).
По три очка за победу: 99 (в 38 играх в сезоне 2019/2020, Первый дивизион).

- Наименьшее количество очков за сезон:

По два очка за победу: 22 (в 30 играх в сезоне 1894/1895, Первый дивизион).
По три очка за победу: 51 (в 42 играх в сезоне 1980/1981, Первый дивизион).

### Посещаемость
- Наибольшее количество зрителей: 61 905 (в матче против «Вулверхэмптон Уондерерс», пятый раунд Кубка Англии, в сезоне 1951/1952)[27].
- Наибольшее количество зрителей в матче лиги: 58 757 (против «Челси», Первый дивизион в сезоне 1949/1950)[27].
- Наибольшее количество зрителей в матче Кубка лиги: 50 880 (против «Ноттингем Форест», в сезоне 1979/1980)[27].
- Наибольшее количество зрителей в матче европейского турнира: 55 104 (против «Барселоны», в сезоне 1975/1976)[27].
- Наименьшее количество зрителей: 1 000 (в матче против «Лохборо», Второй дивизион в сезоне 1895/1896)[27].
- Наименьшее количество зрителей в матче Кубка Англии: 4 000 (против «Ньютона», в сезоне 1892/1893)[27].
- Наименьшее количество зрителей в матче Кубка лиги: 9 902 (против «Брентфорда» в сезоне 1983/1984)[27].
- Наименьшее количество зрителей в матче европейского турнира: 12 021 (против «Дандолка» в сезоне 1982/1983)[27].

## Комментарии
1. ↑  В период между 1949 и 1993 годами, если матч Суперкубка Англии заканчивался вничью, победителями обычно считались оба клуба.
2. ↑  Под «присутствием на поле во всех матчах» следует понимать, что игрок провёл на поле каждый матч в лиге и кубках от начала до самого конца.
3. a b  Включает матчи Футбольной лиги и Премьер-лиги.
4. a b  В число «Других» включены голы и матчи (в том числе в качестве игрока, выходившего на замену) в рамках Лиги чемпионов, Кубка УЕФА, Кубка кубков, Суперкубка УЕФА, Суперкубка Англии и Межконтинентального кубка.
5. ↑  Под «Прочими» следует понимать победы в розыгрыше Ланкаширской лиги, Второго дивизиона и Суперкубка ScreenSport.
6. ↑  Эта победа является также крупнейшей в истории Лиги чемпионов[28].
7. ↑  Переход с двухочковой на трёхочковую систему в Англии был проведён в 1981 году.
8. ↑  Количество зрителей в матче против «Вулверхэмптона» является также наибольшим для матчей клуба в рамках розыгрыша Кубка Англии.
9. ↑  Количество зрителей в матче против «Лохборо» является также наименьшим для матчей клуба в лиге.